# Капин
Капин (порт. Capim) — река в Бразилии в штате Пара, основной приток реки Гуама.
Река образуется благодаря слиянию рек Арурандеуа и Сурубиу в тропических лесах восточнее города Тукуруи. Оттуда она течёт на северо-восток, вбирая в себя воды большого количества мелких речек, а затем поворачивает на север, и в итоге впадает в реку Гуама.